# Тарло, Адам (воевода)
Адам Тарло герба Топор (пол. Adam Tarło; 1713 — 14 марта 1744) — государственный деятель Речи Посполитой, воевода люблинский (1736—1744), староста ясловский, дрогобичский, долинский, злоторыйский и зволенский, маршалок Дзиковской конфедерации (1734) и Коронного Трибунала (1737), сторонник польского короля Станислава І Лещинского и руководитель оппозиции против Августа III Веттина.

## Биография
Представитель польского магнатского рода Тарлов герба «Топор». Сын великого кухмистра коронного Станислава Тарло (? — 1721) и Анны Тарло (? — 1751). В возрасте 18 лет Адам Тарло стал ротмистром панцирной хоругви и депутатом Коронного Трибунала. В 1733 году был избран послом (депутатом) на сейм, затем избирался послом на конвокационный и элекционный сеймы. В 1733 году поддержал избрание Станислава Лещинского на польский королевский престол.
В 1734 году — маршалок Сандомирского воеводства Адам Тарло был избран генеральным маршалком Дзиковской конфедерации при поддержке своего родственника, воеводы люблинского Яна Тарло.
В 1736 году Адам Тарло претендовал на должность маршалка пацификационного сейма, но это звание получил воевода подольский Вацлав Пётр Ржевуский. В том же году получил должность воеводы люблинского. В 1737 году был избран маршалком Коронного Трибунала в Радоме.
В 1738-1741 годах Адам Тарло проживал во Франции, где находился на военной службе. Там он вступил в конфликт с подкоморием надворным коронным Казимиром Понятовским. После возвращения на родину у Адама Тарло обострились отношения с могущественной придворной партией Чарторыйских-Понятовских. На балу у маршалка великого коронного Франтишека Белинского между А. Тарло и К. Понятовским произошёл поединок. Тарло убил коня под Понятовским и вынудил его капитулировать.
16 марта 1744 года в Варшаве между противниками произошла вторая дуэль. В присутствии толпы вооружённых сторонников Чарторыйских, воевода любельский Адам Тарло погиб, однако, точно известно, что убил его не Казимир Понятовский, а саксонский майор Корфф (нем. Korff).
Был женат на Дороте Тарло (? — 1756), дочери воеводы люблинского и подканцлера коронного Кароля Тарло (1639—1702) и Софии Пшоняк, от брака с которой детей не имел.